# Perleugle
Perleugle (Aegolius funereus) har en længde på 24-26 centimeter og et vingefang på 52-58 centimeter. Perleuglen har et ret rundt hoved, lysende gule øjne, en bred sort kant på sløret og små hvide prikker i fjerdragten i panden.
Perleuglen er en meget sjælden ynglefugl i Danmark og den ses også meget sjældent som trækfugl, dog findes perleuglen undertiden i invasionsår. På Bornholm findes især mange efterladte sortspættehuller, som arten ynder at yngle i. I 2011 ynglede 3 par i landet. Perleuglen holder til i nåleskov og er nataktiv. Den er regnet som kritisk truet på den danske rødliste 2019.